# Jaaropgave

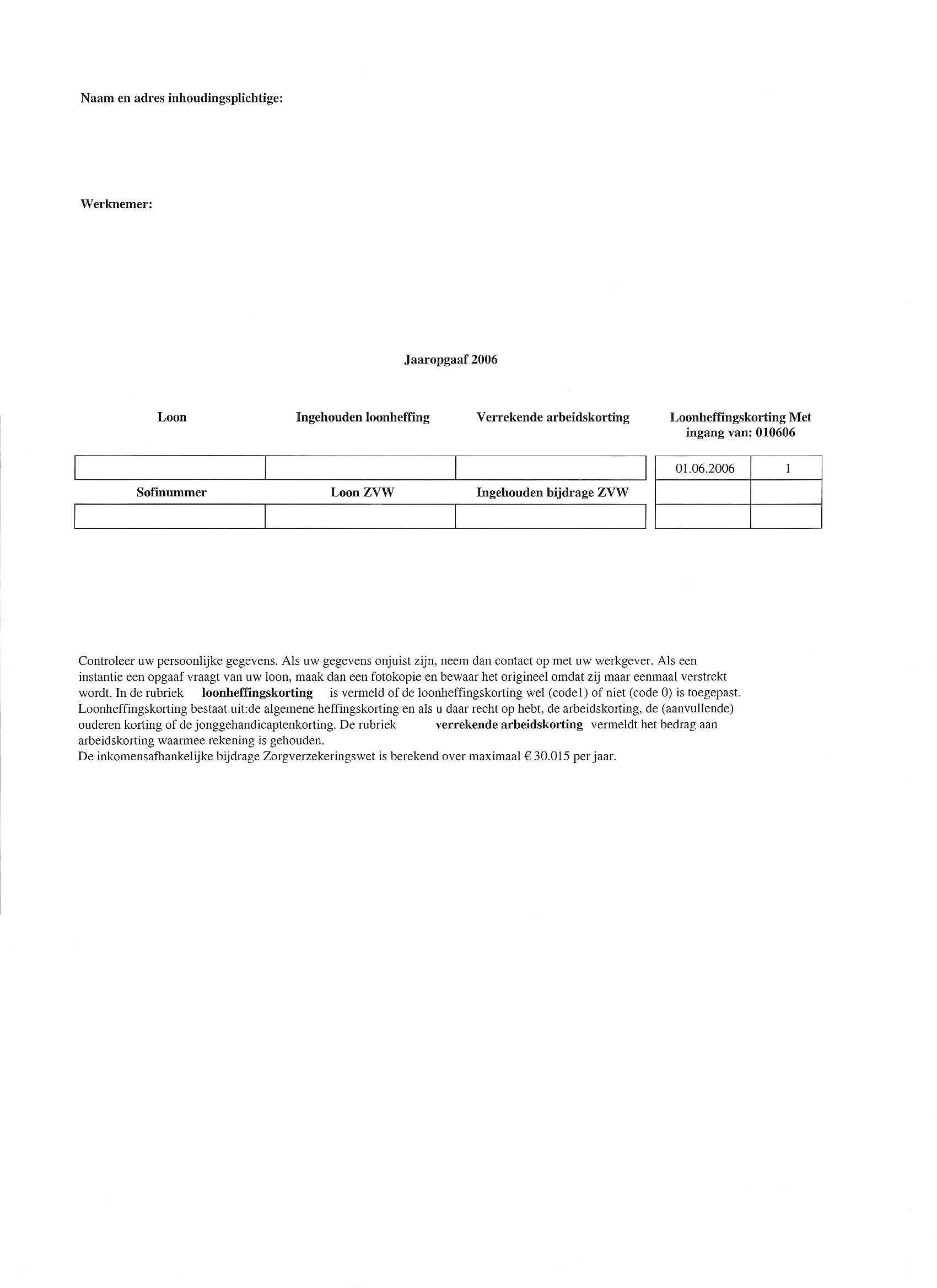
Een jaaropgave

Een jaaropgave of jaaropgaaf is een overzicht dat een werkgever naar een werknemer stuurt na beëindiging van een kalenderjaar of bij beëindiging van het arbeidscontract. De jaaropgave geeft een overzicht van de loongegevens van een heel jaar. Details als loonheffing en arbeidskorting worden vermeld op dit formulier. Dit formulier wordt daarom vaak gebruikt bij het invullen van de belastingaangifte.
Op basis van Artikel 28 sub e van de Wet op de loonbelasting 1964 is de werkgever verplicht binnen een redelijke termijn de jaaropgave te verstrekken.
Een jaaropgave (maar dan vaak jaaroverzicht genoemd) is onder meer ook een overzicht dat een bank jaarlijks verstrekt aan een spaarder, met voor de belasting relevante gegevens.